# Ochrosia inventorum
Ochrosia inventorum là một loài thực vật có hoa trong họ La bố ma. Loài này được L.Allorge mô tả khoa học đầu tiên năm 1984.